# ユアサ商事
ユアサ商事株式会社（ユアサしょうじ、英: YUASA TRADING CO.,LTD.）は、東京都千代田区に本社を置く産業機械などを取り扱う大手専門商社である。

## 概要
1666年（寛文6年）、京都の木炭商が起源の専門商社。日本国内の商社（上場企業）では最も歴史の古い会社であり、2016年に創業350年を迎えた。創業者の初代 湯淺庄九郎が、創業後5年で打刃物を扱う刃物問屋への業態転換をしたことがその後の会社発展の基盤となる。1674年（延宝2年）に江戸（日本橋本石町三丁目）へ出店、「小刀屋庄九郎」ののれんを掲げた。1872年（明治5年）ユアサの名を入れた「湯淺七左衛門」商店は、釘鉄銅物を主取扱品とする東京鉄店を開店。その後、東京では、金物の「御三家」の一つと称されるまで成長。
現在は、工業と建設の複合型専門商社として、産業機器、工業機械、住設・管材・空調、建築・エクステリア、建設機械、エネルギー、その他の7部門にて事業を営む。

## CSR活動
この会社は、経営理念である「誠実と信用」「進取と創造」「人間尊重」を企業活動基盤とし、地球環境の健全な維持と経済成長の調和を目指す「持続可能な発展」の実現に向けた工場分野、住環境分野、インフラ・建築分野で事業を通じた貢献活動をしている。特に、平時だけでなく有事にも機能する「産業とくらし」の強靭化に向けて、環境エネルギーや防災・減災に関するコミュニケーション活動や事業提案に注力。
- 活動状況
  - 寄付支援
    - トルコ国内のシリア難民向けの小学校「さくら小学校プロジェクト！」設立資金として寄付支援
    - 特定非営利活動法人ジャパンプラットフォームが行う「バヌアツ・サイクロンパム緊急支援」に対する寄付支援
- 防災対策商品開発
  - 防災備蓄倉庫の開発：この会社の関連会社が提案する防災備蓄倉庫が、新潟中越沖地震後の被災地に約300棟。東日本大震災関連で約430棟が採用され現地設置
  - 防災対策商品開発：防災減災用途の移動式小型浄水器や蓄電池の開発
- 団体活動
  - 日本貿易会への加入:2009年2月に日本貿易会の地球環境委員会に加盟し、地球環境改善に向けて活動[7]
- 表彰
  - 第1回ジャパン・レジリエンス・アワード（強靭化大賞）金賞受賞：平時と有事に機能する「産業とくらしのレジリエンス化」を企業の社会的使命と捉え、取引先に対して、リスクコミュニケーションの呼びかけをするなど「レジリエントな流通プラットフォーム基盤構築に向けた取組み」が評価され、2015年3月14日、一般社団法人レジリエンスジャパン推進協議会が創設した「第1回ジャパン・レジリエンス・アワード（強靭化大賞）」において、企業部門の最高位となる金賞を受賞[8]。

## 歴史

### 沿革
- 1666年 - 初代湯淺庄九郎が京都で炭の販売業を創業。
- 1674年 - 江戸に店を開く
- 1816年 - 大阪に店を開く
- 1898年 - 湯浅竹之助が神戸にて創業（旧ユアサ産業）
- 1919年6月 - 湯淺七左衛門商店設立。
- 1920年5月 - 東京に本店移転。
- 1940年10月 - 湯淺金物株式会社に商号変更。
- 1943年10月 - 湯淺金属産業株式会社に商号変更。
- 1946年10月 - 湯淺金物株式会社に商号変更。
- 1961年
  - 4月 - 株式を店頭登録。
  - 10月 - 東京証券取引所、大阪証券取引所各2部上場。
- 1962年8月 - 東京証券取引所、大阪証券取引所各1部指定替え。
- 1978年6月 - 湯浅商事株式会社に商号変更。
- 1992年
  - 3月 - 名古屋証券取引所1部上場。
  - 4月 - ユアサ産業株式会社と合併し、現商号に変更。
- 2003年10月 - 大阪証券取引所、名古屋証券取引所上場廃止。
- 2005年4月 - 第1次「新・創生」中期経営計画スタート。
- 2008年4月 - 第2次「新・創生」中期経営計画スタート。
- 2010年3月 - 本社別館完成。
- 2011年3月 - インドで現地法人を設立。
- 2012年3月 - ベトナムで現地法人を設立。
- 2013年8月 - メキシコで現地法人を設立。
- 2014年8月 - 本社を東京都千代田区神田美土代町に移転
- 2015年3月 - 「ジャパン・レジリエンスアワード（強靭化大賞）」金賞受賞[9]
- 2020年3月 - 富士重工ハウス（3月2日付で富士クオリティハウスへ商号変更）の全株式をSUBARUとスバルファイナンスから取得し子会社化。高千穂の全株式を取得し子会社化[10][11]

## 主力事業
- 産業機器
- 工業機械
- 住設・管材・空調
- 建築・エクステリア
- 建設機械
- エネルギー
- その他[5]

## 国内主要営業拠点
- 本社・関東支社：東京都千代田区神田美土代町7番地
- 関西支社：大阪市中央区南船場2丁目4番12号
- 中部支社：名古屋市名東区高社2丁目171番地
- 北関東支社：さいたま市北区宮原町4丁目7番地5
- 千葉支店:千葉市美浜区中瀬1丁目3番地 幕張テクノガーデンD棟
- 横浜支店:横浜市西区北幸2丁目10番39号 日総第5ビル
- 姫路支店:姫路市飾磨区三宅1丁目196番地[5]

## 関係会社

### 子会社

#### 国内
- 国興
- ユアサテクノ
- ユアサプロマテック
- ユアサクオビス
- 友工商事
- マルボシ
- サンエイ
- フシマン商事
- ユアサマクロス
- ユアサ燃料
- ユアサプライムス
- ユアサ木材
- ユアサビジネスサポート[5]
- 富士クオリティハウス
- 高千穂
- ユアサシステムソリューションズ株式会社

#### 海外
- アメリカ
  - YUASA-YI,INC.
- ドイツ
  - YUASA TRADING DEUTSCHLAND GmbH
- 中国
  - 國孝（香港）有限公司
  - 深圳国孝貿易有限公司
  - 湯浅商事（上海）有限公司
- 台湾
  - YUASA TRADING(TAIWAN) CO.,LTD.
- インドネシア
  - PT.YUASA SHOJI INDONESIA
- マレーシア
  - YUASA MECHATRONICS(M) SDN.BHD.
- インド
  - YUASA TRADING INDIA PRIVATE LIMITED
- フィリピン
  - YUASA TRADING (PHILIPPINES)INC.
- タイ
  - YUASA TRADING(THAILAND) CO.,LTD.[5]